# 斎藤侊琳
斎藤 侊琳（さいとう こうりん、1937年〈昭和12年〉 - 2016年〈平成28年〉9月18日）は、現代日本の仏師。本名は秀明。日展作家・竹部豊、大仏師・松久朋琳、松久宗琳の流れを汲む。富山県福野町（現・南砺市）に生まれる。
15歳で日展作家・竹部豊に弟子入り。自身も日展作家として活動。その後松久朋琳、松久宗琳に仏像彫刻、仏画を師事。富山県にて仏師として活躍。日展入選回数6回。

## 略歴
- 1953年（昭和28年）、日展作家・竹部豊に弟子入り。
- 1965年（昭和40年）、日展、県展、日彫展、他各展に出品、入選する。
- 1974年（昭和49年）、京都の大仏師・松久朋琳、松久宗琳に師事、仏像彫刻、仏画の指導を受ける。
- 1976年（昭和51年）、宗教芸術院北陸支部長及び仏像教室講師として指名される。仏像彫刻所を開設するとともに、仏像彫刻富山教室開設。
- 1980年（昭和55年）、松久朋琳、宗琳より、侊琳の仏師号を受ける。
- 1982年（昭和57年）、斎藤侊琳仏像彫刻所、仏像彫刻金沢教室開設。
- 1984年（昭和59年）、内閣総理大臣・中曽根康弘へ聖観音像を納入。
- 1990年（平成2年）、高徳院（桶狭間古戦場）へ仁王像一丈（3m）を納入。
- 1994年（平成6年）、富山県南砺市に、侊琳仏所を開設。作品を展示。
- 1996年（平成8年）、斎藤侊琳個展を開催。
- 1997年（平成9年）、北国新聞文化センター講師に就任。斎藤侊琳仏像彫刻所・北国新聞カルチャー教室開設。宗教芸術院北陸支部展、斎藤侊琳仏像彫刻所仏像彫刻教室展を開催。
- 2003年（平成15年）、富山県福野町の開祖・阿曾翁像を制作。その像をもとに南部祥雲が3.2mの青銅像を制作。
- 2004年（平成16年）、北日本新聞「富山県祈りの顔」に、県内の10仏選定とその解説者として活躍。
- 2004年（平成16年）、福光町本町のミュージアム吉野江家にて個展開催。
- 2006年（平成18年）、代表作「不動明王」（高さ257cm、幅105cm）を富山県南砺市に寄贈。
- 2007年（平成19年）、紺綬褒章を受章。
- 2016年（平成28年）9月18日、永眠[1]。